# Responsabilité extracontractuelle
La responsabilité extracontractuelle est une forme de responsabilité civile dans les systèmes juridiques de traditions civilistes. Elle est appelée « extracontractuelle » car elle intervient entre l'auteur et le lésé hors du cadre d'un contrat, contrairement à la responsabilité contractuelle.
La responsabilité extracontractuelle vise à permettre à une personne qui a subi un préjudice, d'obtenir une indemnisation de celui qui a causé le préjudice. À titre d'exemple, la personne qui se blesse sur un escalier mal entretenu pourra, dans certaines circonstances, poursuivre en responsabilité extracontractuelle la personne n'ayant pas fait l'entretien correctement.
La responsabilité extracontractuelle dans la tradition civiliste touche une foule de comportements en société : accidents, défauts d'entretien, troubles de voisinage, harcèlement, diffamation, produits défectueux, voies de faits, etc. Elle est la plupart du temps codifiée au sein d'un régime de responsabilité général ou à travers de nombreuses normes ciblant des comportements particuliers.
La plupart, si ce n'est l'intégralité des États disposent d'un régime de responsabilité extracontractuelle, plus ou moins codifié et plus ou moins prétorien. Les différences les plus saillantes reposent sur la place accordée à la faute, son intentionnalité, son imputabilité éventuelle ainsi que l'existence ou non de responsabilités sans fautes, dites responsabilités objectives.

## Origine du terme
Le terme de responsabilité est de facture récente. Il est constitué à partir d'un adverbe de tradition juridique, spondeo, qui servait en Droit romain à formuler la sponsio, acte par lequel quelqu'un s'obligeait spontanément à répondre sur ses biens propres, voire sur sa personne, de la prestation promise à un tiers. Le responsor désignant ainsi celui qui se tient garant en qualité de caution. L'acception romaine de la responsabilité comportait donc une idée de garantie. De fait, les termes de responsable et de garant sont parfois employés l'un pour l'autre.
L'origine de la responsabilité civile romaine est un plébiscite du IIIe siècle av. J.-C., la Lex Aquilia de damno (injuria datum), devenu loi avec la Lex Hortensia en 286 av. J.-C.
La Loi des Douze Tables (450-449 av. J.-C.) mentionne plusieurs exemples de faits générateurs susceptibles d'engager la responsabilité civile de son auteur: fracturer un os, exercer des violences légères, couper ou incendier l'arbre d'autrui. Près de dix siècles plus tard, l'inspiration est comparable, même si les Institutes de Justinien (533) ont allongé la liste des délits en intégrant les délits admis par le préteur, comme le dol, et en donnant place à la notion de quasi ex delicto afin de permettre de prendre en compte des faits dommageables qui ne figuraient pas dans les textes antérieurs.

## En Allemagne
Le Code civil français de 1804 et le Bürgerliches Gesetzbuch de 1900 sont le produit d'époques, de pensées et de cultures juridiques différentes, l'un étant notamment influencé par l'école du Droit naturel, l'autre par les pandectistes, l'un ayant prétendu à l'universalité, l'autre à la perfection scientifique. Le droit allemand se voit ici souvent attribué le rôle de l'anti-modèle, du mauvais exemple à ne pas suivre, celui d'un droit sans cœur et compassion.
Cela est particulièrement vrai pour la responsabilité civile. En cette matière, les normes allemandes et françaises témoignent d'approches souvent opposées. Si les rédacteurs du code civil se souciaient surtout des victimes, ceux du Bürgerliches Gesetzbuch, marqués du libéralisme du XIXe siècle, voulaient d'abord préserver la liberté d'agir. Si les dispositions françaises ne distinguent pas suivant la nature du préjudice causé, le juriste allemand cherchera d'abord à savoir si la victime peut faire valoir une atteinte à un « bien juridique protégé » geschütztes Rechtsgut. Alors que le droit français est fait de dispositions générales, le droit allemand, s'il est loin d'être casuistique, est pour le moins caractérisé par un souci de précision.
Le Bürgerliches Gesetzbuch, le plus influent en Europe depuis un siècle, a été rédigé en entre 1881 et 1900 au moment même où s'ébauchait en France le régime général de responsabilité du fait des choses Dès lors, le fait qu'il ne prévoit pas un tel régime, par ailleurs inconnu du Droit romain où ce code a puisé l'essentiel de son inspiration, ne doit pas nécessairement être interprété comme une opposition de principe à un système généralisé de responsabilité  du fait des choses. Depuis 1900, cependant, aussi bien les juges que le législateur allemands ont clairement marqué leur refus d'un principe général de responsabilité du fait des choses.
Une autre particularité du droit allemand consiste en une variation du type de fait générateur de responsabilité selon la nature du préjudice causé. Il suffit ainsi parfois de prouver une négligence tandis que dans d'autres cas, une faute plus grave est exigée. Ainsi, quiconque porte illicitement atteinte, intentionnellement ou par imprudence, à la vie, au corps, à la santé, à la liberté ou à la propriété d'autrui est tenu envers autrui de réparer le dommage qui en résulte. À contrario, une moindre protection est accordée en cas d'atteinte à des intérêts purement incorporels, nicht-gegenständliche Interessen, c'est-à-dire lorsque la victime ne subit qu'un préjudice purement économique ou moral. Tel est le cas d'une perte pécuniaire causée par une information erronée ou encore de propos vexatoires. Mis à part une hypothèse assez marginale prévue par l'article § 823 alinéa 2(9), le recours supposera alors une faute intentionnelle.
La protection ainsi accordée s'est avérée lacunaire. Par conséquent, au fil du XXe siècle, la jurisprudence a étendu la responsabilité  pour imprudence à d'autres cas de figure, notamment en admettant que le § 823 alinéa 1er BGB vise à protéger un «droit général à la personnalité» et un «droit à l'entreprise » ou en reconnaissant, à côté de la responsabilité délictuelle, la théorie de la culpa in contrahendo.
Bien que Boris Starck n'y fasse aucune référence expresse, il existe de sérieuses raisons pour penser que ce droit l'ait fortement inspiré dans son élaboration de la théorie de la garantie.
D'abord, il reprend l'idée d'envisager le fait générateur du droit à réparation en partant de la nature de l'intérêt atteint. Par ailleurs, on relèvera une étonnante ressemblance entre les formulations respectives : Le § 823 alinéa 1er BGB est censé protéger l'intégrité des biens et des personnes en accordant sa protection «à la vie, au corps, à la santé, à la liberté, à la propriété». Starck, de son côté, réclame «un droit à la vie, à l'intégrité corporelle et à l'intégrité matérielle des objets nous appartenant ». Enfin, de part et d'autre, c'est avec les mêmes arguments, tel que le besoin de protéger la liberté d'agir, que l'on justifie une protection moins intense des intérêts purement économiques et moraux. Néanmoins, Boris Starck s'écarte du modèle allemand en élevant d'un cran la protection de l'intégrité physique, estimant que la seule atteinte génère ici un droit à réparation.
Si le droit allemand admet l'indemnisation des pertes patrimoniales, il est très restrictif pour les autres chefs de préjudices. Cela vaut d'abord au regard de la souffrance morale. Alors que la victime d'une « atteinte au corps, à la santé, à la liberté ou à l'autonomie sexuelle » peut faire valoir l'ensemble de ses préjudices moraux - le pretium doloris, la perte des plaisirs de la vie, le préjudice esthétique, etc. - les proches et autres victimes par ricochet, en revanche, n'ont pas droit à l'allocation de dommages et intérêts, ni pour leur souffrance affective, ni pour les désagréments subis. Par ailleurs, le droit allemand exclut la réparation de la perte d'une chance

## En Belgique
La Belgique présente un cas de figure intéressant puisque son régime de responsabilité extracontractuelle est essentiellement issu du Code civil français de 1804 et qu'elle a peu à peu développé une jurisprudence autonome à partir de cette source identique.
Si la Cour de cassation de Belgique a bien accepté, quelques années après son homologue française, de voir dans le premier membre de l'article 1384 le support d'un régime de responsabilité autonome, à la suite du célèbre jurisconsulte belge Laurent qui, le premier, y reconnut un texte à valeur normative autonome, elle n'a en revanche jamais admis que le simple fait de la chose suffise à engager la responsabilité du gardien. Jusqu'à ce jour, une anormalité de la chose, pouvant consister en un vice ou une position anormale de celle-ci, est exigée comme condition de la responsabilité du fait des choses, qui n'est donc pas aussi générale que son équivalent français,.

## En Corée du Nord
La Corée du Nord fournit un cas d'étude intéressant compte tenu de son économie administrée de façon centralisée qui laisse à priori peu de place à la responsabilité civile proprement dite, l'État intervenant à priori lui même pour réparer les effets du dommage.
Néanmoins, la Loi sur la compensation des dommages adoptée le 22 août 2001 introduit un embryon de responsabilité civile reposant sur la faute, avec notamment une responsabilité des commettants du fait de leurs préposés, une responsabilité des parents du fait de leur enfant et une responsabilité du fait des animaux. L'exigence d'imputabilité de la faute est apparente, les infans et les personnes sous tutelle ne pouvant voir leur responsabilité engagée. Le principe de réparation retenu est celui de la réparation intégrale du dommage et la responsabilité des coresponsables peut être engagée in solidum,.

## En France
La responsabilité extracontractuelle en droit civil français «a vécu essentiellement sur la lancée de son histoire et sur son propre fond».
Le droit français part du principe selon lequel tout dommage ouvre droit à réparation, n'écartant a priori ni la souffrance morale, ni la chance perdue. Cela ne veut pas dire que tout dommage soit réparé. La jurisprudence s'est en effet forgée un important outillage afin de limiter le droit à réparation, comme l'exigence d'un dommage « certain » et « direct », de l'atteinte à un « intérêt légitime » ou encore d'une chance « réelle et sérieuse ». Il reste que le juge ne reconnaît pas les limites systématiques qu'il pose grâce à ces outils, alors que de telles limites semblent bien exister, préférant cacher sa pensée derrière le paravent de l'appréciation au cas par cas.
Son principe historique est celui de la faute. Dans cette idée est responsable d'un dommage celui par la faute duquel il est arrivé. À partir de la révolution industrielle, avec notamment le développement du machinisme, émerge progressivement un régime prétorien de responsabilité sans faute,. C'est pourquoi de nombreux auteurs préfèrent le qualificatif d'«extracontractuel» à celui de «délictuel» même si les deux termes sont souvent tenus pour synonymes.
Il est essentiellement régi par les articles 1240 à 1245-17 du Code civil, qui introduisent un certain nombre de régimes. La responsabilité du fait personnel aux articles 1240 et 1241, la responsabilité du fait des choses à l'article 1242 alinéa 1er, la responsabilité des parents du fait de leur enfant à l'alinéa 4, la responsabilité des commettants du fait de leurs préposés à l'alinéa 5, la responsabilité du fait des animaux à l'article 1243 et la responsabilité du fait des bâtiments à l'article 1244.
Le législateur est ponctuellement intervenu depuis pour y amodier les régimes existants ou développer de nouveaux régimes autonomes de responsabilité:
- La Loi du 29 juillet 1881 sur la presse (en matière de diffamation, dénonciation calomnieuse et autres abus de la liberté de la presse[29]).
- La Loi du 9 avril 1898 sur les victimes d'accidents du travail.
- La Loi du 7 novembre 1922 sur les bâtiments incendiés
- La Loi spéciale du 31 mai 1924 relative à la navigation aérienne[30],[31], abrogée par la loi no 58-346 du 3 avril 1958 relative aux conditions d'application de certains codes[32]. L'exploitant d'un aéronef est responsable de plein droit des dommages causés par les évolutions de l'aéronef ou les objets qui s'en détacheraient aux personnes et aux biens situés à la surface[33]. Les risques de l'air sont toujours à sa charge[1]. L'exploitant n'y a pas la possibilité de s'exonérer par la preuve de la force majeure[1]. Seule la preuve de la faute de la victime peut atténuer ou écarter cette responsabilité[33].
- La Loi du 5 avril 1937 sur la responsabilité de l'État en raison des fautes commises par les instituteurs[34]
- La Loi du 3 janvier 1968 qui a instauré la responsabilité civile des personnes atteintes d'aliénation mentale du dommage causé par leur fait en créant l'article 489-2 du Code civil, devenu 414-3.
- La Loi no 68-943 du 30 octobre 1968 relative à la responsabilité civile dans le domaine de l'énergie nucléaire[35].
- Le décret no 75-553 du 26 juin 1975[36] portant publication de la convention internationale sur la responsabilité civile pour les dommages dus à la pollution par les hydrocarbures, ouverte à la signature à Bruxelles le 29 novembre 1969, et la Loi no 87-272 du 16 avril 1987 autorisant l'approbation du protocole de cette convention fait à Londres le 25 mai 1984[37]
- La Loi no 85-677 du 5 juillet 1985 tendant à l'amélioration de la situation des victimes d'accidents de la circulation et à l'accélération des procédures d'indemnisation, dite Loi Badinter, prévoyant un régime d'indemnisation des victimes des accidents de la circulation[38].
- La Loi no 86-1020 du 9 septembre 1986 relative à la lutte contre le terrorisme et aux atteintes à la sûreté de l’État  sur l'indemnisation des victimes d'infractions terroristes[39]
- La Loi no 91-1406 du 31 décembre 1991 sur le Fonds d'indemnisation des transfusés et hémophiles contaminés par le VIH (FIVTH)[40]
- Le régime de responsabilité du fait des produits défectueux de 1998 a été créé par une directive communautaire afin de protéger les consommateurs.

Ces deux derniers régimes, produits défectueux et accidents de la circulation, ont été conçus par le législateur comme autonomes, c’est-à-dire fonctionnant en vase clos sans qu’il soit nécessaire de se référer aux règles de droit commun. Ils s’appliquent ainsi lorsque leurs conditions sont réunies, indépendamment de l’existence ou non d’un contrat entre la victime et le responsable.

## Au Québec
En droit québécois, l'article 1457 du Code civil du Québec de 1994 est la disposition principale en matière de responsabilité extracontractuelle :

« 1457. Toute personne a le devoir de respecter les règles de conduite qui, suivant les circonstances, les usages ou la loi, s’imposent à elle, de manière à ne pas causer de préjudice à autrui.

Elle est, lorsqu’elle est douée de raison et qu’elle manque à ce devoir, responsable du préjudice qu’elle cause par cette faute à autrui et tenue de réparer ce préjudice, qu’il soit corporel, moral ou matériel.

Elle est aussi tenue, en certains cas, de réparer le préjudice causé à autrui par le fait ou la faute d’une autre personne ou par le fait des biens qu’elle a sous sa garde. »

Il existe aussi d'autres dispositions du Code civil qui couvrent des cas particuliers de responsabilité extracontractuelle, tels que la responsabilité de surveillance parentale (art. 1459 C.c.Q.), la responsabilité du surveillant ou de l'éducateur (art. 1460 C.c.Q.), la responsabilité du gardien d'un majeur non doué de raison (art. 1461-1462 C.c.Q.), la responsabilité du commettant pour la faute du préposé (art. 1463 C.c.Q.) et la responsabilité du fait des biens et animaux (art. 1465-1469 C.c.Q.)
L'article 1458, alinéa 2, du code dispose lui qu'en cas de manquement aux engagements contractuels, l'auteur du manquement doit réparer le préjudice qui en découle pour son cocontractant, ni l'un ni l'autre ne pouvant alors « se soustraire à l'application des règles du régime contractuel de responsabilité pour opter en faveur de règles qui leur seraient plus profitables ». Ce texte est interprété comme posant la base législative de la règle du non-cumul, ou plutôt de non option entre responsabilités contractuelles et délictuelles, principe que l'on retrouve également en Droit français mais uniquement jurisprudentiel cette fois-ci,.
D'après certains auteurs, il y existe un plafond maximal aux indemnités accordés pour les dommages non pécuniaires, en l'occurrence 400000$ Canadiens, conception étrangère au  Droit français puisque si les dommages et intérêts punitifs y sont exclus, ceux-ci ont vocation à réparer le préjudice de la victime dans son intégralité, et peuvent donc atteindre des montants importants (3,5 millions d'Euros dans l'Affaire Perruche par exemple).

## Encommon law
La responsabilité civile extracontractuelle se retrouve sous d'autres formes dans d'autres systèmes juridiques. À titre d'exemple, dans les systèmes de common law tels que le Royaume-Uni, les États-Unis, l'Australie, le Canada ou la Nouvelle-Zélande, il existe des règles de responsabilité délictuelle (tort law).
Une impression couramment répandue à l'égard des systèmes de common law est que la plupart des torts requièrent un élément de faute, la responsabilité civile y étant extrêmement rare. Pourtant, il y existe bien des cas de responsabilité situationelle, battery, false imprisonment, trespass to land et le  tort of negligence, responsabilité pour faute, se confond parfois avec une responsabilité sans faute. Néanmoins, la jurisprudence anglaise a progressivement réduit le champ d'application du tort issu de la décision Rylands v. Fletcher,,, c'est-à-dire du régime qui, outre-Manche, se rapprochait le plus de notre responsabilité du fait des choses.
De la même façon, il est courant d'opposer la pensée en deux temps du Droit anglais, duty of care et breach of duty à un Droit français moniste en termes de faute. Cependant, la faute y est analysée soit comme la violation d'une obligation légale, soit comme celle d'un devoir prééexistant ou de la norme de conduite du bon père de famille, ce qui peut suggérer que, derrière les apparences, le Droit français est lui aussi dualiste.

## Ouvrages et articles

### Sur le droit allemand
Frédérique Ferrand, Droit privé allemand, Dalloz, 1997, 852 p. (ISBN 2-247-02570-6 et 978-2-247-02570-1, OCLC 36531355, BNF 36695423, lire en ligne)
Oliver Berg, « L'influence du droit allemand sur la responsabilité civile française », Revue Trimestrielle de Droit civil,‎ 2006, p. 53-62 (ISSN 1635-4273, OCLC 1284230420, BNF 34380932, lire en ligne  [PDF])

### Sur le droit belge
Laurence Clerc-Renaud et Christophe Quézel-Ambrunaz, « Les effets de la responsabilité civile - unité ou diversité des règles et des formes de réparation ? », La réforme du droit de la responsabilité en France et en Belgique, Regards croisés et aspects de droit comparé, Groupe de Recherche Européen sur la Responsabilité Civile et les Assurances - Université Saint-Louis,‎ décembre 2018 (HAL hal-02008912, lire en ligne  [PDF])

### Sur le droit français
Yves Lequette, Philippe Simler, François Chénedé et Alex Weill, Droit civil : les obligations, Dalloz-Précis Dalloz, coll. « Précis Dalloz », octobre 2018, 12e éd. (1re éd. 1971), 2036 p. (ISBN 9782247170302 et 2-247-17030-7, OCLC 1062365384, BNF 45616498, HAL hal-02059094, lire en ligne)
Philippe Malaurie, Laurent Aynès et Philippe Stoffel-Munck, Droit des obligations, Lextenso-LGDJ, 2016, 8e éd. (1re éd. 2003), 897 p. (ISBN 9782275049588, EAN 9782275049588, ISSN 1958-9905, OCLC 958389026, BNF 45113605, lire en ligne)
Muriel Fabre-Magnan, Droit des obligations Volume II-Responsabilité civile et quasi-contrats, Thémis-Presses universitaires de France, 2007, 437 p. (ISBN 9782130563723, EAN 9782130563723, OCLC 493998799, BNF 41114876, lire en ligne)
Denis Alland et Stéphane Rials, Dictionnaire de la culture juridique, PUF-Lamy, 2014 (1re éd. 2003), 1696 p. (ISBN 2-13-053936-X et 978-2-13-053936-0, EAN 9782130505815, OCLC 470404451, BNF 39072311, lire en ligne)
Jean-Sébastien Borghetti, « La responsabilité du fait des choses, un régime qui a fait son temps. », Revue Trimestrielle de Droit civil,‎ 2010, p. 1 et s. (ISSN 1635-4273, OCLC 1284230420, BNF 34380932, lire en ligne  [PDF])
Gabriel Marty, « L'expérience française en matière de responsabilité civile et les enseignements du droit comparé », Mélanges offerts à Jacques Maury, Librairie Dalloz & Sirey, vol. II,‎ 1960, p. 174 sur 599 (OCLC 912457534, BNF 33096594, lire en ligne)

### Sur le droit comparé européen
C. C. van Dam (préf. Walter van Gerven), European tort law, Oxford University Press, 2013, 2e éd. (1re éd. 2006), 601 p. (ISBN 978-0-19-165244-8, 0-19-165244-X et 978-0-19-175128-8, OCLC 846495347, BNF 41245850, LCCN 2006005022, lire en ligne)
Eric Descheemaeker, Reader à l'Université d'Edimbourg., « Compte-rendu sous Cees van Dam, European Tort Law, 2e éd. brochée, Oxford, Oxford University Press, 2014, lii + 601 p », Revue Trimestrielle de Droit civil,‎ 2016, p. 494 (ISSN 1635-4273, OCLC 1284230420, BNF 34380932, lire en ligne )